# Elastómero

En A, un dibujo esquemático de un elastómero no sometido a tensión. Los puntos representan los enlaces. En B, el mismo elastómero, sometido a tensión. Cuando se deja de aplicar esta tensión, el elastómero regresa a la posición A.

Los elastómeros son aquellos tipos de compuestos que incluyen no metales en su composición y que muestran un comportamiento elástico. El término, que proviene de polímero elástico, a veces se intercambia con el término goma, que es más adecuado para referirse a vulcanizados. Cada uno de los monómeros que se unen entre sí para formar el polímero está normalmente compuesto de carbono, hidrógeno, oxígeno o silicio. Los elastómeros son polímeros amorfos que se encuentran sobre su temperatura de transición vítrea (Tg), lo que explica esa considerable capacidad de deformación. A temperatura ambiente, las gomas son relativamente blandas (E~3MPa) y deformables. Se usan principalmente para cierres herméticos, adhesivos y partes flexibles. Comenzaron a utilizarse a finales del siglo XIX, dando lugar a aplicaciones hasta entonces imposibles (como los neumáticos de automóvil).[cita requerida]
Los elastómeros suelen ser normalmente polímeros termoestables, pero también pueden ser termoplásticos. Las largas cadenas poliméricas enlazan durante el curado. La estructura molecular de los elastómeros puede imaginarse como una estructura de "espaguetis con albóndigas", en donde las albóndigas serían los enlaces. La elasticidad proviene de la habilidad de las cadenas para cambiar su posición por sí mismas y así distribuir una cierta tensión aplicada. El enlace covalente asegura que el elastómero retornará a su posición original en cuanto deje de aplicarse la tensión. Como resultado de esa extrema flexibilidad, los elastómeros pueden alargarse de un 5 a un 700 por ciento, dependiendo del material en concreto. Si no hay enlaces o si hay pocos, la tensión aplicada puede provocar una deformación permanente.[cita requerida]
Los elastómeros que han sido enfriados llevándolos a una fase vítrea o cristalina tendrán menos movilidad en las cadenas, y consecuentemente menos elasticidad que aquellos manipulados a temperaturas superiores a la temperatura de transición vítrea del polímero.[cita requerida]
También es posible para un polímero exhibir elasticidad que no se debe a los enlaces covalentes, sino a razones termodinámicas.[cita requerida]

## Justificaciones matemáticas
Usando las leyes de la termodinámica, las definiciones de tensión y las características de los polímeros, es posible llegar a un comportamiento ideal de la tensión:[cita requerida]bbb
{\displaystyle \sigma \ =nkT[\lambda \ _{1}^{2}+\lambda \ _{1}^{-1}]}
donde {\displaystyle n} es el número de monómeros por unidad de volumen, {\displaystyle k} es la constante de Boltzmann, {\displaystyle T} es la temperatura y {\displaystyle \lambda \ _{1}} es la distorsión en la dirección 1.
Estos valores son bastante precisos hasta aproximadamente un 400 % de deformación. En este punto, el alineamiento entre cadenas estiradas comienza a provocar una cristalización.
Mientras el módulo de Young no existe para elastómeros debido a la naturaleza no lineal de la relación tensión-deformación, un "módulo secante" puede ser encontrado a una tensión particular.

## Tipos y nomenclatura
Existen muchas clasificaciones posibles de los numerosos tipos de elastómeros. En primer lugar se indica la clasificación más extendida, según la composición química, con su nomenclatura (Norma ISO 1629). A continuación se presenta la clasificación según las propiedades a alta temperatura.[cita requerida]

### Clasificación según su composición química
- Grupo R (del inglés rubber) - La cadena principal se compone de carbono y dobles enlaces.
  - Caucho natural (NR)
  - Poliisopreno (IR, forma artificial del caucho natural)
  - Polibutadieno (PB)
  - Caucho estireno-butadieno (SBR)
  - Caucho butilo (IIR)
  - Caucho nitrilo (NBR)
  - Neopreno (CR)
- Grupo M (del inglés methylene) - Su cadena principal sólo contiene átomos de carbono e hidrógeno y está saturada (no dobles enlaces).
  - Caucho etileno-propileno (EPM)
  - Caucho etileno-propileno-dieno (EPDM)
  - Caucho etileno-acetato de vinilo (EVM)
  - Caucho fluorado (FKM)
  - Caucho acrílico (ACM)
  - Polietileno clorado (CM)
  - Polietileno clorosulfurado (CSM)
- Grupo N - Contiene átomos de nitrógeno en la cadena principal.
  - "Pebax", copolímero de poliamida y poliéster
- Grupo O - Contiene átomos de oxígeno en la cadena principal.
  - Caucho de epiclorhidrina (ECO)
- Grupo Q - Contiene grupos siloxano en la cadena principal.
  - Caucho de silicona (MQ)
- Grupo U (de uretano) - Contiene átomos de nitrógeno, oxígeno y carbono en la cadena principal, formando el grupo NCO (uretano).
  - Elastómeros de poliuretano (AU y EU)
- Grupo T - Contiene átomos de azufre en la cadena principal.
  - Caucho de polisulfuro o "Thiokol"

### Prefijos
- X indica presencia de grupos carboxilo (por ejemplo, XNBR)
- C y B indican cauchos halogenados (por ejemplo, CIIIR y BIIR)
- H indica caucho hidrogenado (por ejemplo, HNBR)
- S, normalmente minúscula, indica polímero obtenido mediante un proceso en solución (por ejemplo, sSBR)
- E o EM, normalmente en minúsculas, indican polímero obtenido mediante un proceso en emulsión (por ejemplo, eSBR)
- OE indica un polímero al que se ha añadido aceite (por ejemplo, OE-SBR)
- Y suele indicar propiedades termoplásticas.

### Clasificación según su comportamiento a alta temperatura

#### Elastómeros termoestables
Al calentarlos no cambian de forma y siguen siendo sólidos hasta que, por encima de una cierta temperatura, se degradan.
La mayoría de los elastómeros pertenecen a este grupo

#### Elastómeros termoplásticos
Al elevar la temperatura se vuelven moldeables. Sus propiedades cambian si se funden y se moldean varias veces.
Este tipo de materiales es relativamente reciente, el primero fue sintetizado en 1959.
GPI

### Familias principales
- Estirénicos (SBCs)
  - Estireno-butadieno-estireno-caraplástico (SBS) de alto y bajo contenido en Estireno
  - Estireno-etileno-butileno-estireno (SEBS)
  - Estireno-isopreno-estireno (SIS)
- Olefínicos (TPOs)
- Vulcanizados termoplásticos (TPVs)
- Poliuretano termoplástico (TPUs)
- Copoliésteres (COPEs)
- Copoliamidas (COPAs)